# Dora van der Veen
Dorothea Johanna (Dora) van der Veen (Amsterdam, 13 juli 1910 – Amsterdam, 6 december 2001) was een Nederlands kunstschilder.
Ze was dochter van Dorothea Lorenz en Gerrit Jan van der Veen. Zij was een zuster van kunstenaars Gerrit van der Veen en Gob van der Veen. In 1936 trouwde ze tandarts en pianist Justus Herman van der Klei. Het echtpaar kreeg drie dochters, Pauline (overleed op 29-jarige leeftijd), Dorine van der Klei en Gerrie van der Klei. De fusillade van haar broer Gerrit zou een grote indruk achterlaten en een rol spelen gedurende haar verdere leven; ze kon er langere tijd niet over praten.
Ze zou in eerste instantie kleuterleidster worden, maar al tijdens de studie daarvoor bezocht ze cursussen aan de Rijksakademie van Beeldende Kunsten; ze volgde daar drie jaar lessen van Gerard Westermann en Hendrik Jan Wolter. Zoals gebruikelijk in die jaren kwam haar loopbaan frustrerend stil te liggen toen ze trouwde, maar later (1959) pakte ze draad weer op. Het Algemeen Dagblad omschreef haar werk in 1968 als “verstild-naïve zuivere schilderijen”. Haar schilderwerk maakte ze aan de hand foto’s, er kwamen nauwelijks mensen op voor; ze werd daarom wel vergeleken met het werk van Carel Willink, Magisch realisme.
In 1981 werd ze aan één oog blind door trombose, waardoor actieve kunst moeilijk werd. Ze begon toen aan het boek Raaklijnen met autobiografische verhalen.
Dora van der Veen was jarenlang voorzitter van Arti et Amicitiae, dat ze zelf ook in een schilderij vastlegde.
- Biografisch Portaal: 41221901
- RKD-Nederlands Instituut voor Kunstgeschiedenis: 79599
- Union List of Artist Names: 500060074
- Virtual International Authority File: 96085656